# Hilla von Rebay
Hildegard Anna Augusta Elizabeth Freiin Rebay von Ehrenwiesen, Baronesa Hilla von Rebay, o simplemente Hilla Rebay (31 de mayo de 1890, Estrasburgo, Alsacia-Lorena – 27 de septiembre de 1967, Greens Farms, Connecticut) fue una artista abstracta de principios del siglo XX, cofundadora y primera directora del Museo Solomon R. Guggenheim. 
Tuvo importancia fundamental en el asesoramiento sobre el arte abstracto de Solomon R. Guggenheim, cuya colección se convertiría en el origen del acervo del Museo Solomon R. Guggenheim, además de haber influido en la elección de Frank Lloyd Wright para el diseño del actual Museo Guggenheim, icono modernista emblemático de la ciudad de Nueva York.

## Infancia e inicios
Hilla nació en una familia aristócrata en Alsacia (territorio que a la postre pertenecería a la Alemania imperial). Desde una temprana edad, a Rebay ya se la veían unas grandes dotes artísticas, sobre todo como retratista. Además, también se interesó profundamente en el mundo de la espiritualidad, y exploró el mundo budista, la teosofía, el zoroastrismo y la astrología.
En 1908 comenzó formalmente sus estudios artísticos en el Kölnischer Kunstverein, un museo de arte de Colonia. Se trasladó a París un año más tarde y se matriculó en la Académie Julian, y al año siguiente, a Múnich para estudiar en la Debschitz-Schule. Una década antes de la Bauhaus, Debschitz no dividía a los estudiantes por género, y entremezclaba las bellas artes gráficas en su plan de estudios. Tenía una fuerte relación con el arte de vanguardia, contando con Ernst Ludwig Kirchner y Sophie Taeuber (más tarde Taeuber-Arp) entre sus antiguos alumnos y a Paul Klee como instructor por un breve período.

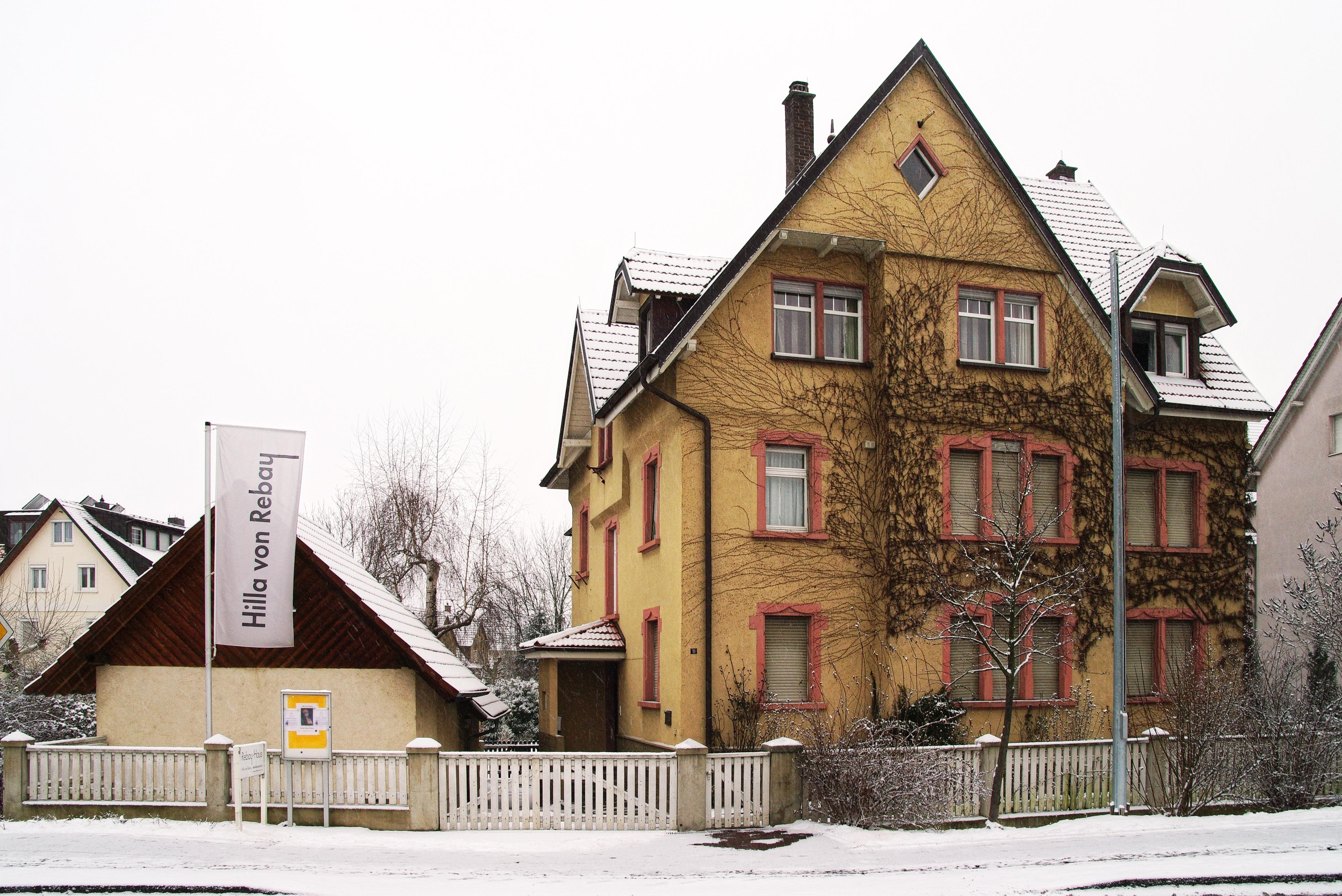
Casa donde vivió Rebay en 1919 en Teningen (Alemania). Actual museo de la artista.

## Primeros viajes por Europa
En 1912, Rebay volvió a Colonia, donde contempló una exposición itinerante de arte futurista, algo que a la postre sería muy influyente en el futuro Guggenheim  con la colección del artista Franz Marc y August Macke, y más tarde participó en su primera exposición. En 1915, con la I Guerra Mundial, ella viajó a Zúrich, donde adquiriría nuevas percepciones de la vida artística. Allí conoció al que sería su compañero artista Jean Arp, el cual junto a su futura esposa Taeuber serían una parte fundamental del dadaísmo. 
A pesar del hecho de que ella había vivido y trabajado en Munich y Colonia, fue Jean Arp quien compartió con Rebay El Jinete Azul (Der Blaue Reiter Almanac, 1911), editado por Vasily Kandinsky y Franz Marc. Los pensamientos de Kandinsky sobre la naturaleza espiritual de la abstracción, fueron de gran influencia para Rebay y le sirvieron de guía tanto en su pintura y dedicación como coleccionista y directora del museo. Tres décadas más tarde, ella se encargaría de traducir y publicar la obra de Kandinsky para el Guggenheim.
En 1916, Rebay se mudó a Berlín, donde Arp le presentó a Herwarth Walden, galerista y editor de la revista de arte y literatura Der Sturm. En 1917, fue incluida en una exposición grupal importante en Galerie Der Sturm, donde mostró una serie de bocetos, y Composición I (1915), que ahora está en la colección Guggenheim.

## Asociaciones influyentes y llegada a EE. UU.
También fue en Der Sturm donde conoció a Rudolf Bauer, otro pintor abstracto, con quien mantendría una relación sentimental y su principal colaborador artístico durante varias décadas.
Fue su asociación y patrocinio de Bauer lo que finalmente llevó a Rebay a su otra asociación definitoria, con Solomon Guggenheim. Cuando ella emigró a los Estados Unidos en 1927 con el objetivo de establecer una galería pública para el arte abstracto, Rebay llevó consigo algo del trabajo de Bauer. Estaban colgados en las paredes de su estudio cuando Guggenheim se sentó para un retrato de ella alrededor de 1928, y él se interesó por dicho trabajo. Los dos formaron una amistad, y Rebay lo convenció de coleccionar algunas obras de Bauer. Este fue el punto de partida de una relación personal y profesional de por vida.
En 1930, Rebay viajó con Guggenheim y su esposa, Irene, a Europa. Entre otros artistas, en Europa conocieron a Kandinsky mientras enseñaba en el Dessau Bauhaus, y Guggenheim compró la Composición 8 (Komposition 8, 1923), la primera de las más de 150 obras del artista que ingresaría en el Museo Guggenheim a lo largo de los años. A partir de este momento, Guggenheim, con el aporte de Rebay, recopiló sistemáticamente el arte abstracto, y la suite de Guggenheim en el Hotel Plaza de Nueva York pronto fue decorada con una creciente colección de obras que se abrió al público con cita previa a principios de 1931.
Para Rebay, el arte abstracto, o el arte no objetivo, como ella lo mencionó sin vínculos con el mundo natural, fue una vocación más elevada. Su propio trabajo en este género fue inventivo y dinámico: fue particularmente prolífica en su trabajo como collagista, creando trabajos como “Con Brio” (1931) y “Composición” (1938). Ella creía fervientemente que la traducción de impulsos espirituales y sentimientos sin palabras al arte no figurativo era la creación de un lenguaje visual que trascendería los límites para el mejoramiento de la humanidad. "La no objetividad será la religión del futuro", escribió en 1937. "Muy pronto las naciones de la tierra se centrarán en el pensamiento y los sentimientos y desarrollarán tales poderes intuitivos que los llevarán a la armonía".

## El museo Guggenheim y Rebay como primera directora
Ella imaginó un "museo-templo", donde los espectadores podrían comulgar con el arte abstracto, y consiguió su deseo en 1937, cuando se creó la Fundación Solomon R. Guggenheim. Durante las siguientes dos décadas, recolectó y promovió la pintura no objetiva organizando exposiciones, préstamos, conferencias y programas para el museo de Solomon Guggenheim, que se formó en 1939.
El Museo de “Pintura No Objetiva” abrió sus puertas en 1939 en cuartos temporales en la calle 54 Este, con Rebay como directora. El incienso llenó el aire en la nueva galería, al igual que la música de Bach y Beethoven. Aline Louchheim (más tarde Saarinen), la crítica de arte del New York Times, la describió más tarde como "un lugar esotérico y oculto en el que se hablaba una lengua mística", un punto de vista compartido por muchos visitantes del museo, cuyos reverentes comentarios Rebay publicó en apoyo de su proyecto.
Para 1943, Rebay y Solomon Guggenheim habían encargado al arquitecto Frank Lloyd Wright crear un diseño innovador para un museo permanente. Su plano abierto y su rampa en espiral hacia la luz sirven como una manifestación física de los ideales utópicos de la “no objetividad”.

## Discrepancias y últimos años
Sin embargo, el carácter formidable de Rebay y su dedicación a la pintura metafísica la ponen en desacuerdo con otras instituciones dedicadas al arte moderno, así como miembros de la familia de Guggenheim. En 1952, después de la muerte de Solomon en 1949, renunció como directora de la fundación y del museo, siete años antes de que se terminara el edificio de Wright.
Rebay continuó trabajando con el museo como asesora, como directora emérita, y pintó y coleccionó arte por derecho propio. Pasó mucho tiempo en su casa de Connecticut, donde se entretuvo con las principales luces del mundo del arte moderno. Después de su muerte en 1967, parte del patrimonio de Rebay, que incluye obras de Bauer, Alexander Calder, Albert Gleizes, Kandinsky, Klee, Piet Mondrian y Kurt Schwitters, se unieron a la colección permanente del museo Guggenheim.